# Михайловка (Благовещенский район, Алтайский край)
Михайловка — посёлок в Благовещенском районе Алтайского края. Входит в состав Шимолинского сельсовета.

## Население
| 1997 | 1998 | 1999 | 2000 | 2001 | 2002 | 2003 |
| ---- | ---- | ---- | ---- | ---- | ---- | ---- |
| 274  | ↘261 | ↗262 | ↗265 | ↘252 | ↗379 | ↘257 |
| 2004 | 2005 | 2006 | 2007 | 2008 | 2009 | 2010 |
| ↘226 | ↗233 | ↘222 | ↗245 | ↘207 | ↘188 | ↗193 |
| 2011 | 2012 | 2013 |      |      |      |      |
| →193 | ↘158 | ↘157 |      |      |      |      |

## Инфраструктура
В Михайловке функционирует медицинский пункт, обслуживающий Шимолинский сельсовет.